# Rudolf Haym

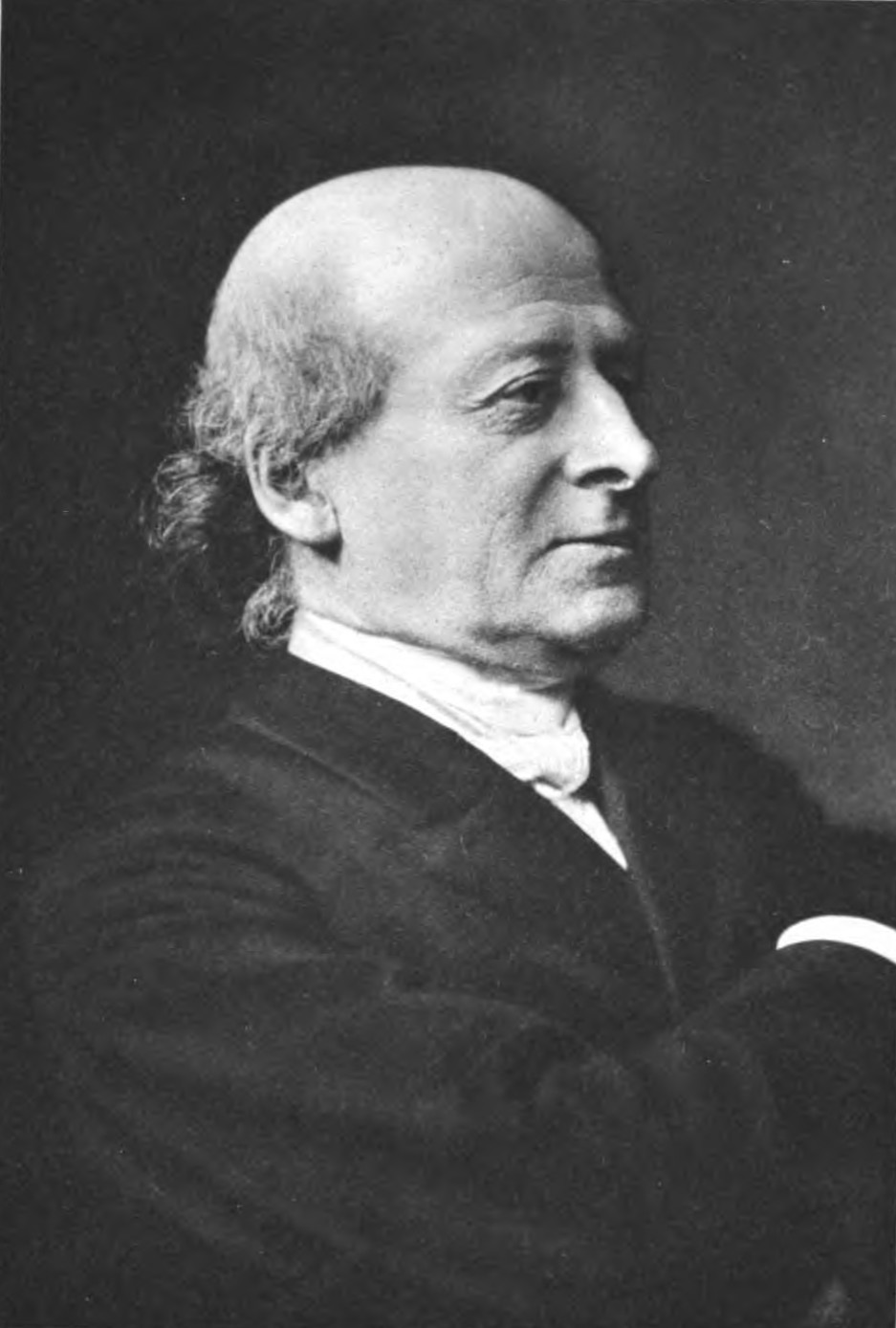
Rudolf Haym.

Rudolf Haym (Grünberg, 5 de octubre de 1821-Sankt Anton am Arlberg, 27 de agosto de 1901) fue un filósofo alemán.
Nació en Grünberg, Prusia, (actualmente Zielona Góra, Polonia) y falleció en Sankt Anton am Arlberg. Estudió filosofía y teología en Halle y Berlín.
Fue miembro de la Asamblea Nacional de Fráncfort en 1848, y escribió una crónica de los debates desde un punto de vista de centro derecha. Desde 1851 enseñó literatura y filosofía en la Universidad de Halle, y fue habilitado como profesor en 1860.
Sus escritos son de índole biográfica y crítica, dedicados principalmente a la filosofía y literatura alemanas. En 1870 publicó una historia de la escuela romántica. También elaboró biografías de Wilhelm von Humboldt (1856), Hegel (Hegel und seine Zeit ["Hegel y su tiempo"], 1857), Schopenhauer (1864), Herder (1877-1885) y Max Duncker (1890). En 1901 publicó Erinnerungen aus meinem Leben ("Recuerdos de mi vida").
Como comentador de Hegel realizó una aproximación histórico-crítica al sistema hegeliano, motivo por el que mantuvo una áspera disputa con Karl Rosenkranz. Haym relató la decadencia, no solo de la filosofía hegeliana, sino de la filosofía en general ante el zeitgeist de la época basado en los grandes avances de la técnica. También sostuvo una polémica con Feuerbach en Feuerbach und die Philosophie ("Feuerbach y la filosofía"), 1847.